# Tra le gambe
Tra le gambe (Entre las piernas) è un film del 1999 diretto da Manuel Gómez Pereira.
Il soggetto è tratto dal romanzo Entre las piernas di Joaquín Oristrell. Venne presentato al 49º Festival internazionale del cinema di Berlino nel concorso ufficiale.

## Trama
Javier e Miranda si conoscono in un gruppo che si riunisce per combattere la dipendenza dal sesso. Lui è uno sceneggiatore di discreto successo che vive una sorta di doppia vita da quando ha intessuto un rapporto esclusivamente telefonico con la misteriosa Azucena con la quale scatena le sue fantasie erotiche. Viene lasciato dalla moglie, che si mette col suo collega Claudio, quando viene a sapere che tutta la città ha ascoltato il contenuto dei racconti erotici di Javier, divenuti di dominio pubblico all'insaputa dello stesso. Miranda lavora in una radio, è sposata, ha una figlia, ma quando tutte le mattine esce a portare a spasso il suo cagnolino si concede inspiegabilmente ad ogni uomo che incontra.
Javier è subito attratto da Miranda e già la prima sera i due si lasciano andare ad un amplesso in un parcheggio sotterraneo. In seguito si scoprirà che nell'auto che è stata teatro del fugace scambio amoroso tra i due, è stato ritrovato il cadavere di un assassinato. Ad indagare è chiamato l'ispettore Félix, marito di Miranda, che quando intuisce la tresca della moglie si fa particolarmente risoluto nei confronti del sospettato Javier. Questi viene però scagionato da un comportamento autoaccusatorio del suo socio Claudio che per altro finisce investito ed ucciso agevolando la polizia nella chiusura del caso sul quale pendevano parecchi dubbi.
In definitiva Miranda sembra aver ritrovato un equilibrio insieme a Javier, che a sua volta sembra aver superato i turbamenti generati dall'ambigua Azucena e dal fantomatico Jacinto che ne avevano compromesso la stabilità psichica.

## Critica
L'atmosfera thriller e alcuni passaggi narrativi richiamano l'opera di Hitchcock senza avvicinarne la grandezza anche per via di un intreccio eccessivamente articolato, mentre indubbiamente i geometrici titoli di testa dal gusto anni '70 sono stati apprezzati al punto da essere ritenuti all'altezza dei migliori lavori che Saul Bass confezionò anche per il grande regista britannico.